# Anthurium berriozabalense
Anthurium berriozabalense är en kallaväxtart som beskrevs av Eizi Matuda. Anthurium berriozabalense ingår i släktet Anthurium och familjen kallaväxter. Inga underarter finns listade.

## Bildgalleri

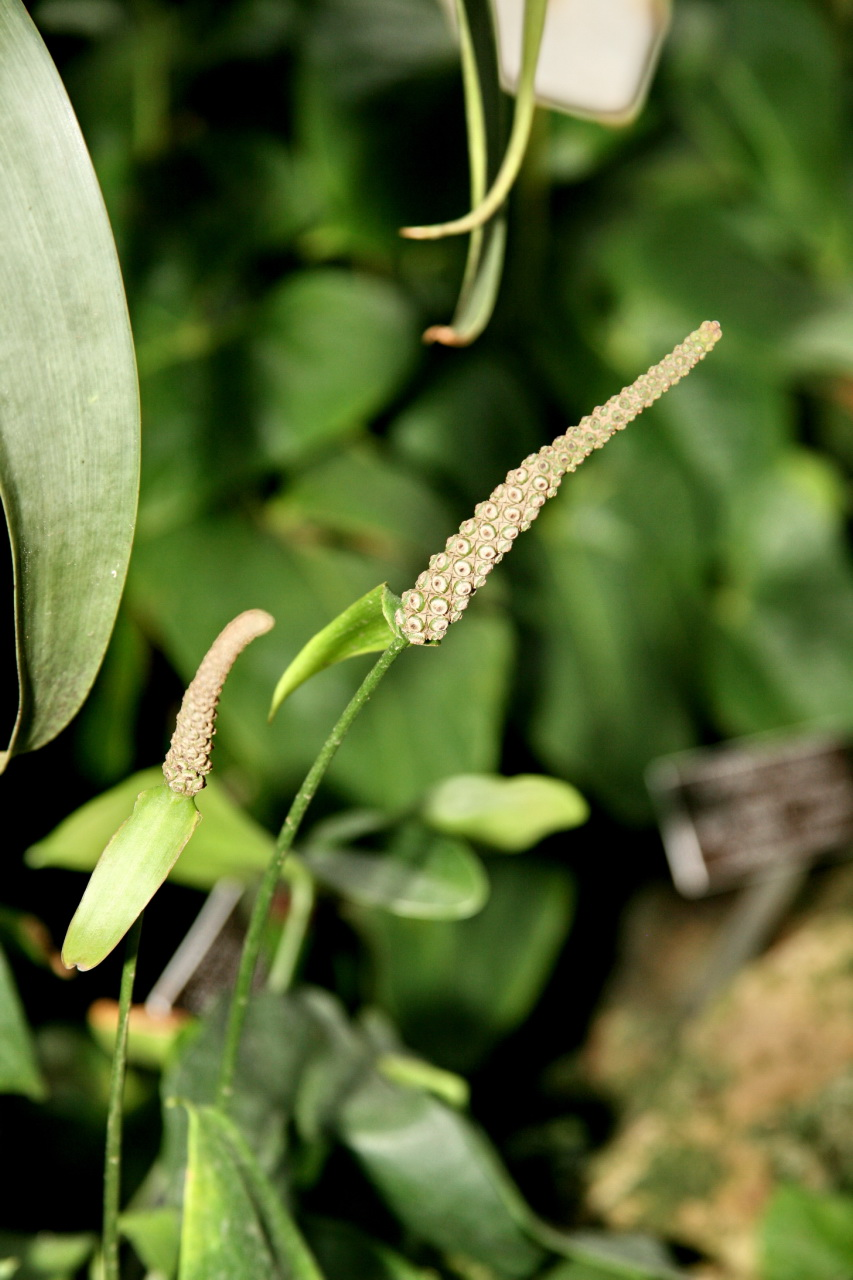
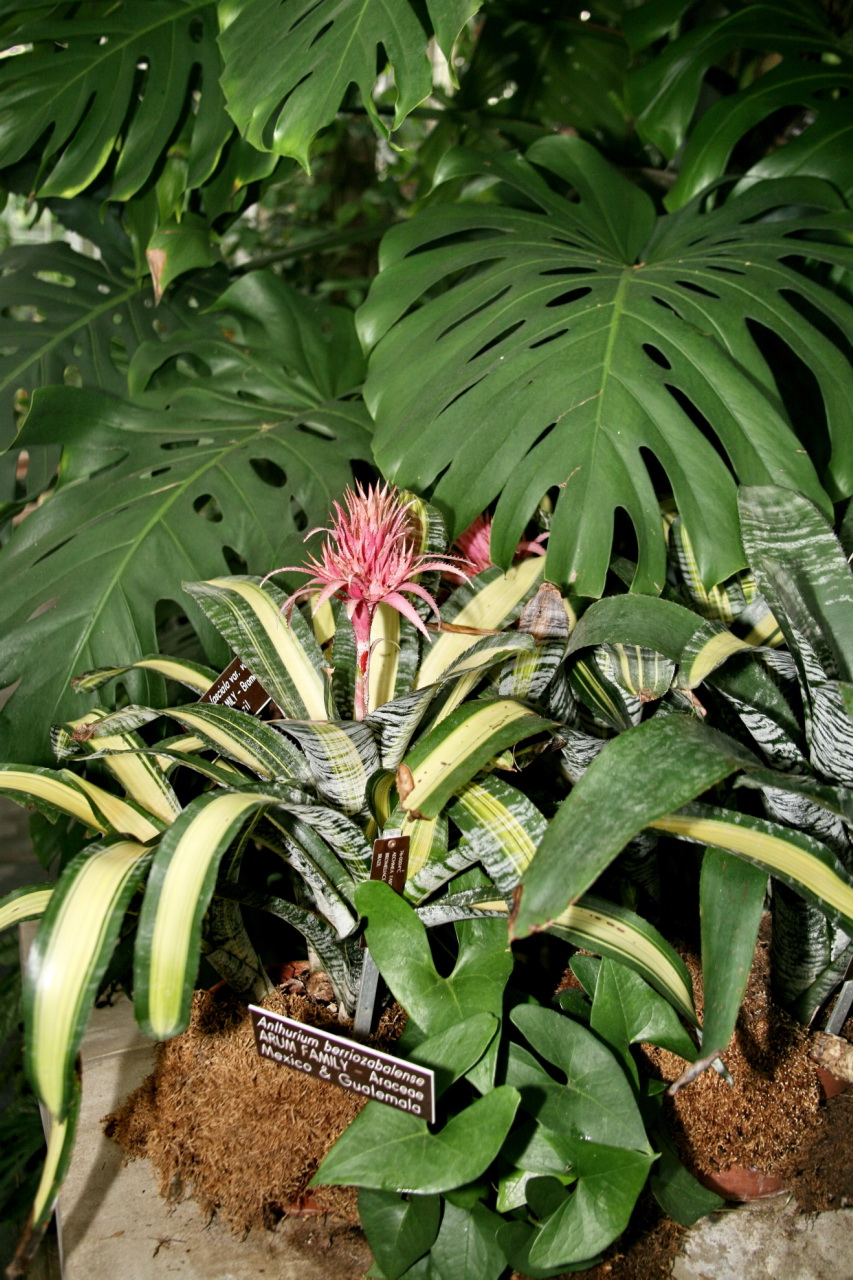